# Владимиров, Николай Прохорович
Никола́й Про́хорович Влади́миров (18 декабря 1898, Русская Руя, Ернурская волость, Яранский уезд, Вятская губерния, Российская империя ― 2 октября 1973, Сочи, Краснодарский край, РСФСР, СССР) ― советский деятель и руководитель здравоохранения. Директор Томского медицинского института (1940―1941), Томского научно-исследовательского института физических методов лечения (1953―1954) и Государственного бальнеологического научно-исследовательского института в Сочи (1954―1957). Заслуженный врач РСФСР (1948). Участник Февральской и Октябрьской революций, Гражданской и Великой Отечественной войн. Член РСДРП(б) с 1918 года.

## Биография
Родился 18 декабря 1898 года в дер. Русская Руя ныне Оршанского района Марий Эл в крестьянской семье.
После окончания Царевококшайского городского училища в 1914 году ― учитель в с. Оршанка Яранского уезда Вятской губернии. 
С 1916 года на армейской службе: участник Февральской и Октябрьской революций в Петрограде. В 1918 году принят в РСДРП(б). В марте 1918 года ― первый председатель Совета в родной деревне. Участник Гражданской войны: до 1923 года ― от рядового до командира кавалерийского эскадрона на Восточном и Западном фронтах. Был тяжело ранен.
В 1924―1925 годах жил в Краснококшайске: учащийся советско-партийной школы, сотрудник ОГПУ.
В 1932 году окончил Томский медицинский институт. Перешёл на административную работу: с 1934 года ― директор курорта Белокуриха, с 1936 года ― заведующий Томским городским здравотделом, в 1937―1939 годах ― главный врач санатория в г. Бердске Новосибирской области, в 1940―1941 годах ― директор Томского медицинского института. В 1940 году получил степень кандидата медицинских наук.
В августе 1941 года стал добровольцем РККА. Участник Великой Отечественной войны: начальник войскового подвижного госпиталя 196 в Томске, с 1943 года ― начальник эвакогоспиталя 2843 на Западном, 1-м, 2-м, 3-м Белорусских фронтах, майор медицинской службы. Был ранен, контужен. В декабре 1945 года демобилизовался из армии. Награждён орденами Красного Знамени, Отечественной войны II степени, Красной Звезды и медалями.
После демобилизации вернулся в Томск: доцент Томского медицинского института, в 1953―1954 годах ― директор Томского НИИ физических методов лечения. В 1954―1957 годах был директором Государственного бальнеологического НИИ в Сочи. Известен как приверженец административно-командных методов руководства наукой.
За заслуги в области здравоохранения в 1948 году ему присвоено почётное звание «Заслуженный врач РСФСР». Награждён орденом «Знак Почёта» и медалями.
Ушёл из жизни 2 октября 1973 года в г. Сочи, похоронен там же.

## Звания и награды
- Заслуженный врач РСФСР (1948)[2]
- Орден Красного Знамени (1967) ― в связи с 50-летием советской власти[2]
- Орден Отечественной войны II степени (1945)[3]
- Орден Красной Звезды (29.04.1945)[3][6]
- Орден «Знак Почёта» (1953)[2]
- Медаль «Партизану Отечественной войны» II степени[6][7]
- Медаль «За взятие Кёнигсберга»[6][7]
- Медаль «За взятие Берлина»[6][7]
- Медаль «За доблестный труд. В ознаменование 100-летия со дня рождения Владимира Ильича Ленина»[2]